# Weil am Rhein (stacja kolejowa)
Weil am Rhein (niem.: Bahnhof Weil am Rhein) – stacja kolejowa w Weil am Rhein, w kraju związkowym Badenia-Wirtembergia, w Niemczech. Według DB Station&Service ma kategorię 4. Znajduje się na linii Mannheim – Basel i stanowi przejście graniczne ze Szwajcarią.

## Linie kolejowe
- Linia Mannheim – Basel
- Linia Weil am Rhein – Lörrach

## Połączenia
| Linia | Trasa (Stan: 1 sierpnia 2017) | Takt                                                      |
| ----- | --- | --------------------------------------------------------- |
| IC 60 | Basel Bad Bf – Weil am Rhein – Müllheim (Baden) – Freiburg (Breisgau) – Offenburg – Karlsruhe – Stuttgart – München                                                                    | jedna para pociągów                                       |
| RE    | Offenburg – Lahr (Schwarzw) – Emmendingen – Freiburg (Breisgau) – Schallstadt – Bad Krozingen – Müllheim (Baden) – Weil am Rhein – Basel Bad Bf (– Basel SBB)                          | godzinny                                                  |
| RB    | (Karlsruhe –) Offenburg – Lahr (Schwarzw) – Emmendingen – Freiburg (Breisgau) – Ebringen – Schallstadt – Bad Krozingen – Heitersheim – Müllheim (Baden) – Weil am Rhein – Basel Bad Bf | pojedyncze pociągi                                        |
| S5    | Weil am Rhein – Lörrach-Stetten – Lörrach Hbf – Steinen (– Schopfheim – Zell (Wiesental))                                                                                              | co 30 min (między Steinen i Zell tylko w piątki i soboty) |
| 8     | Basel Neuweilerstrasse – Bahnhof SBB – Schifflände – Kleinhüningen – Weil am Rhein Bahnhof/Zentrum                                                                                     | co 15 min                                                 |